# أولاد ازعيدة أولاد اعلي (سوق السبت)
أولاد ازعيدة أولاد اعلي هو دُوَّار يقع بجماعة بني يخلف، إقليم خريبكة، جهة بني ملال خنيفرة في المملكة المغربية. ينتمي الدوّار لمشيخة سوق السبت التي تضم 4 دواوير. يقدر عدد سكانه بـ 1180 نسمة حسب الإحصاء الرسمي للسكان والسكنى لسنة 2004.

## روابط خارجية
- البوابة الوطنية للجماعات الترابية
- المندوبية السامية للتخطيط